# Ramsau, Hạ Áo
Ramsau là một thị xã thuộc huyện Lilienfeld trong bang Niederösterreich.